# Duilhac-sous-Peyrepertuse
Duilhac-sous-Peyrepertuse – miejscowość i gmina we Francji, w regionie Oksytania, w departamencie Aude.
Według danych na rok 1990 gminę zamieszkiwało 87 osób, a gęstość zaludnienia wynosiła 4 osoby/km² (wśród 1545 gmin Langwedocji-Roussillon Duilhac-sous-Peyrepertuse plasuje się na 814. miejscu pod względem liczby ludności, natomiast pod względem powierzchni na miejscu 340.).

## Zabytki
Zabytki w miejscowości posiadające status Monument historique:
- zamek Peyrepertuse (Château de Peyrepertuse)